# Cyrk (budowla)

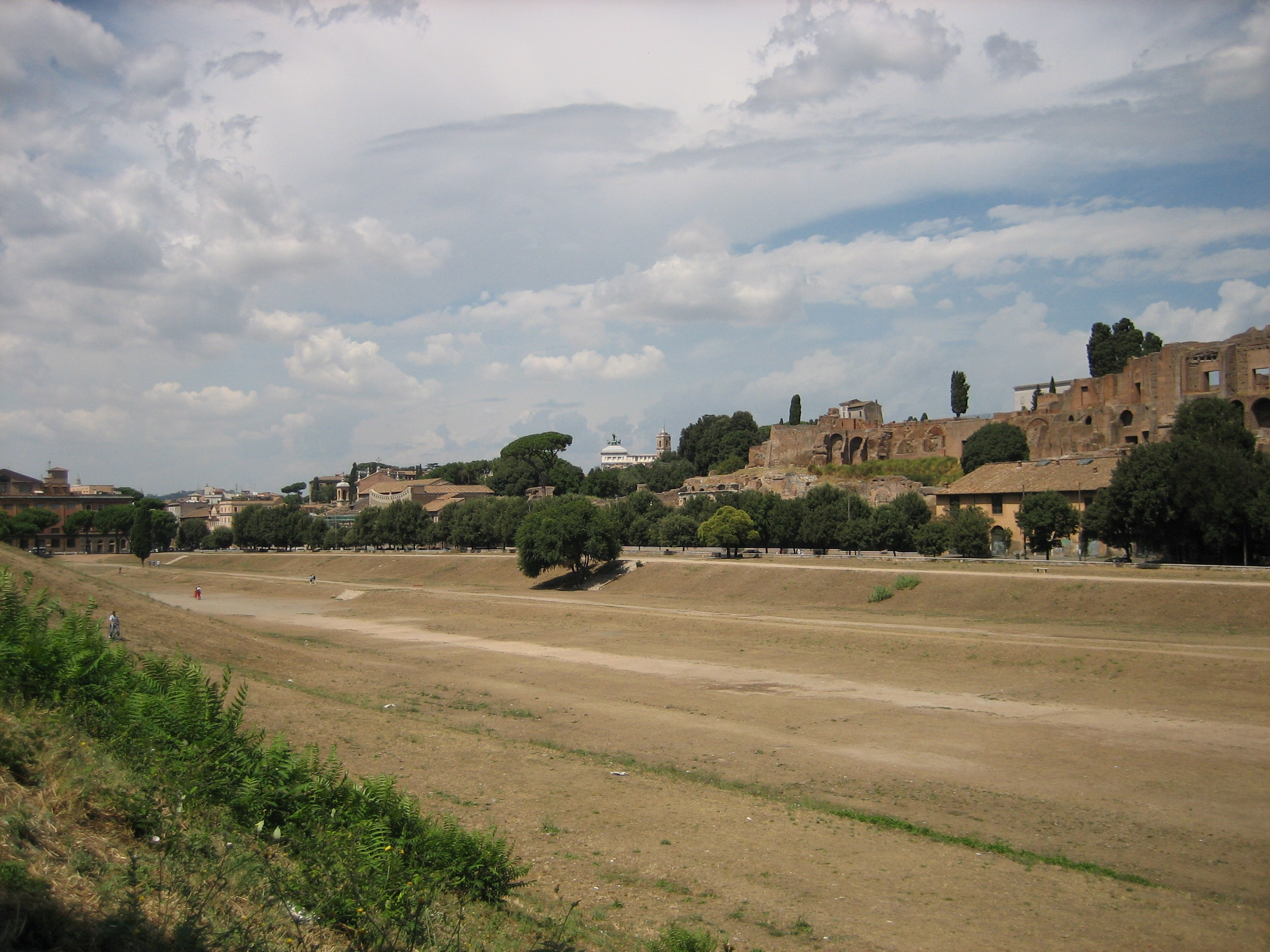
Circus Maximus w Rzymie

Cyrk – budowla (hipodrom) przeznaczona do wyścigów kwadryg, stanowiąca jeden z najbardziej charakterystycznych obiektów monumentalnej architektury starożytnego Rzymu.
Najstarsze z cyrków antycznego Rzymu powstawały jako odpowiedniki greckich stadionów i hipodromów. Arena cyrku oddzielana była od amfiteatralnej widowni najczęściej rowem w celu zapewnienia widzom bezpieczeństwa. Tor cyrku był podwójny, z wirażem wokół słupów na jednym końcu, przy drugim natomiast mieściły się stajnie. Podwójny tor cyrku był rozdzielony niskim murem (spina).
Największy starożytny cyrk miał długość około 650 m – Circus Maximus (najstarsze pozostałości pochodzą z VI w. p.n.e.) i w swej końcowej fazie mógł pomieścić nawet około 250 000 widzów. Posiadał on bardzo bogate zdobienia i ukształtowanie architektoniczne oraz oprawę ornamentową. Nieco mniejszym był starożytny Cyrk Nerona i Kaliguli (z I wieku), który liczył około 350 m.
Cyrk naumachii – budowla, podobna do amfiteatru. Zamiast areny znajdował się zbiornik wodny (naturalny lub sztuczny) otoczony widownią. W czasach starożytnego Rzymu rozgrywano na nim bitwy morskie.